# Atlétika az 1984. évi nyári olimpiai játékokon
Az 1984. évi nyári olimpiai játékokon az atlétika műsora négy új női számmal bövült: 3 000 méteres sikfutás, 400 méteres gátfutás, maraton, az ötprobát  felváltotta a hétproba. Így az atlétika negyven versenyszámból állt.

## Éremtáblázat
A táblázatban a rendező ország csapata és a magyar csapat eltérő háttérszínnel, az egyes számoszlopok legmagasabb értéke, vagy értékei vastagítással kiemelve.
| Az 1984. évi nyári olimpiai játékok éremtáblázata atlétikában | Az 1984. évi nyári olimpiai játékok éremtáblázata atlétikában | Az 1984. évi nyári olimpiai játékok éremtáblázata atlétikában | Az 1984. évi nyári olimpiai játékok éremtáblázata atlétikában | Az 1984. évi nyári olimpiai játékok éremtáblázata atlétikában | Olimpia  |
| ------------------------------------------------------------- | ------------------------------------------------------------- | ------------------------------------------------------------- | ------------------------------------------------------------- | ------------------------------------------------------------- | -------- |
|                                                               | Ország                                                        | Arany                                                         | Ezüst                                                         | Bronz                                                         | Összesen |
| 1.                                                            | Egyesült Államok (USA)                                        | 16                                                            | 15                                                            | 9                                                             | 40       |
| 2.                                                            | NSZK (FRG)                                                    | 4                                                             | 2                                                             | 5                                                             | 11       |
| 3.                                                            | Nagy-Britannia (GBR)                                          | 3                                                             | 7                                                             | 6                                                             | 16       |
| 4.                                                            | Románia (ROU)                                                 | 3                                                             | 3                                                             | 4                                                             | 10       |
| 5.                                                            | Olaszország (ITA)                                             | 3                                                             | 1                                                             | 3                                                             | 7        |
| 6.                                                            | Finnország (FIN)                                              | 2                                                             | 1                                                             | 1                                                             | 4        |
| 7.                                                            | Mexikó (MEX)                                                  | 2                                                             | 1                                                             | 0                                                             | 3        |
| 8.                                                            | Marokkó (MAR)                                                 | 2                                                             | 0                                                             | 0                                                             | 2        |
| 9.                                                            | Franciaország (FRA)                                           | 1                                                             | 1                                                             | 2                                                             | 4        |
| 10.                                                           | Ausztrália (AUS)                                              | 1                                                             | 1                                                             | 1                                                             | 3        |
| 11.                                                           | Portugália (POR)                                              | 1                                                             | 0                                                             | 2                                                             | 3        |
| 12.                                                           | Kenya (KEN)                                                   | 1                                                             | 0                                                             | 1                                                             | 2        |
| 13.                                                           | Brazília (BRA)                                                | 1                                                             | 0                                                             | 0                                                             | 1        |
| 13.                                                           | Hollandia (NED)                                               | 1                                                             | 0                                                             | 0                                                             | 1        |
|                                                               |                                                               |                                                               |                                                               |                                                               |          |
| 15.                                                           | Kanada (CAN)                                                  | 0                                                             | 2                                                             | 3                                                             | 5        |
| 16.                                                           | Svédország (SWE)                                              | 0                                                             | 2                                                             | 1                                                             | 3        |
| 17.                                                           | Jamaica (JAM)                                                 | 0                                                             | 1                                                             | 2                                                             | 3        |
| 18.                                                           | Elefántcsontpart (CIV)                                        | 0                                                             | 1                                                             | 0                                                             | 1        |
| 18.                                                           | Írország (IRL)                                                | 0                                                             | 1                                                             | 0                                                             | 1        |
| 18.                                                           | Norvégia (NOR)                                                | 0                                                             | 1                                                             | 0                                                             | 1        |
| 18.                                                           | Svájc (SUI)                                                   | 0                                                             | 1                                                             | 0                                                             | 1        |
|                                                               |                                                               |                                                               |                                                               |                                                               |          |
| 22.                                                           | Kína (CHN)                                                    | 0                                                             | 0                                                             | 1                                                             | 1        |
| 22.                                                           | Nigéria (NGR)                                                 | 0                                                             | 0                                                             | 1                                                             | 1        |
| 22.                                                           | Spanyolország (ESP)                                           | 0                                                             | 0                                                             | 1                                                             | 1        |
|                                                               |                                                               |                                                               |                                                               |                                                               |          |
| Összesen                                                      | Összesen                                                      | 41                                                            | 41                                                            | 43                                                            | 125      |

## Érmesek

### Férfi számok
| Az 1984. évi nyári olimpiai játékok érmesei férfi atlétikában | |            |                                                                                                |          |                                                                                 |          |
| Versenyszám                                                   | Arany | Arany      | Ezüst                                                                                          | Ezüst    | Bronz                                                                           | Bronz    |
| 100 m                                                         | Carl Lewis · Egyesült Államok (USA)                                                                                | 9,99       | Sam Graddy · Egyesült Államok (USA)                                                            | 10,19    | Ben Johnson · Kanada (CAN)                                                      | 10,22    |
| 200 m                                                         | Carl Lewis · Egyesült Államok (USA)                                                                                | 19,80      | Kirk Baptiste · Egyesült Államok (USA)                                                         | 19,96    | Thomas Jefferson · Egyesült Államok (USA)                                       | 20,26    |
| 400 m                                                         | Alonzo Babers · Egyesült Államok (USA)                                                                             | 44,27      | Gabriel Tiacoh · Elefántcsontpart (CIV)                                                        | 44,54    | Antonio McKay · Egyesült Államok (USA)                                          | 44,71    |
| 800 m                                                         | Joaquim Cruz · Brazília (BRA)                                                                                      | 1:43,00    | Sebastian Coe · Nagy-Britannia (GBR)                                                           | 1:43,64  | Earl Jones · Egyesült Államok (USA)                                             | 1:43,83  |
| 1500 m síkfutás                                               | Sebastian Coe · Nagy-Britannia (GBR)                                                                               | 3:32,53 OR | Steve Cram · Nagy-Britannia (GBR)                                                              | 3:33,40  | José Manuel Abascall · Spanyolország (ESP)                                      | 3:34,30  |
| 4 × 100 m                                                     | Egyesült Államok (USA) · Sam Graddy · Ron Brown · Calvin Smith · Carl Lewis                                        | 37,83 VCS  | Jamaica (JAM) · Albert Lawrence · Greg Meghoo · Donald Quarrie · Ray Stewart · Norman Edwards* | 38,62    | Kanada (CAN) · Ben Johnson · Tony Sharpe · Desai Williams · Sterling Hinds      | 38,70    |
| 4 × 400 m                                                     | Egyesült Államok (USA) · Sunder Nix · Ray Armstead · Alonzo Babers · Antonio McKay · Walter McCoy* · Willie Smith* | 2:57,91    | Nagy-Britannia (GBR) · Kriss Akabusi · Garry Cook · Todd Bennett · Phil Brown                  | 2:59,13  | Nigéria (NGR) · Sunday Uti · Moses Ugbisien · Rotimi Peters · Innocent Egbunike | 2:59,32  |
| 5000 m                                                        | Szaíd Avíta · Marokkó (MAR)                                                                                        | 13:05,59   | Markus Ryffel · Svájc (SUI)                                                                    | 13:07,54 | António Leitão · Portugália (POR)                                               | 13:09,20 |
| 10 000 m                                                      | Alberto Cova · Olaszország (ITA)                                                                                   | 27:47,54   | Michael McLeod · Nagy-Britannia (GBR)                                                          | 28:06,22 | Mike Musyoki · Kenya (KEN)                                                      | 28:06,46 |
| 110 m gát                                                     | Roger Kingdom · Egyesült Államok (USA)                                                                             | 13,20      | Greg Foster · Egyesült Államok (USA)                                                           | 13,23    | Arto Bryggare · Finnország (FIN)                                                | 13,40    |
| 400 m gát                                                     | Edwin Moses · Egyesült Államok (USA)                                                                               | 47,75      | Daniel Harris · Egyesült Államok (USA)                                                         | 48,13    | Harald Schmid · NSZK (FRG)                                                      | 48,19    |
| 3000 m akadály                                                | Julius Korir · Kenya (KEN)                                                                                         | 8:11,80    | Joseph Mahmoud · Franciaország (FRA)                                                           | 8:13,31  | Brian Diemer · Egyesült Államok (USA)                                           | 8:14,06  |
| 20 kilométeres gyaloglás                                      | Ernesto Canto · Mexikó (MEX)                                                                                       | 1:23,13    | Raúl González · Mexikó (MEX)                                                                   | 1:23,20  | Maurizio Damilano · Olaszország (ITA)                                           | 1:23,26  |
| 50 kilométeres gyaloglás                                      | Raúl González · Mexikó (MEX)                                                                                       | 3:47,26    | Bo Gustafsson · Svédország (SWE)                                                               | 3:53,19  | Alessandro Bellucci · Olaszország (ITA)                                         | 3:53,45  |
| Maraton                                                       | Carlos Lopes · Portugália (POR)                                                                                    | 2:09:21    | John Treacy · Írország (IRL)                                                                   | 2:09:56  | Charles Spedding · Nagy-Britannia (GBR)                                         | 2:09:58  |
| Magasugrás                                                    | Dietmar Mögenburg · NSZK (FRG)                                                                                     | 2,35 m     | Patrik Sjöberg · Svédország (SWE)                                                              | 2,33 m   | Csu Csien-hua (Zhu Jianhua) · Kína (CHN)                                        | 2,31 m   |
| Rúdugrás                                                      | Pierre Quinon · Franciaország (FRA)                                                                                | 5,75 m     | Michael Tully · Egyesült Államok (USA)                                                         | 5,65 m   | Earl Bell · Egyesült Államok (USA)                                              | 5,60 m   |
| Távolugrás                                                    | Carl Lewis · Egyesült Államok (USA)                                                                                | 8,54 m     | Gary Honey · Ausztrália (AUS)                                                                  | 8,24 m   | Giovanni Evangelisti · Olaszország (ITA)                                        | 8,24 m   |
| Hármasugrás                                                   | Albert Joyner · Egyesült Államok (USA)                                                                             | 17,26 m    | Michael Conley · Egyesült Államok (USA)                                                        | 17,18 m  | Keith Connor · Nagy-Britannia (GBR)                                             | 16,87 m  |
| Súlylökés                                                     | Alessandro Andrei · Olaszország (ITA)                                                                              | 21,26 m    | Michael Carter · Egyesült Államok (USA)                                                        | 21,09 m  | David Laut · Egyesült Államok (USA)                                             | 20,97 m  |
| Diszkoszvetés                                                 | Rolf Danneberg · NSZK (FRG)                                                                                        | 66,60 m    | Maurice MacWilkins · Egyesült Államok (USA)                                                    | 66,30 m  | John Powell · Egyesült Államok (USA)                                            | 65,70 m  |
| Kalapácsvetés                                                 | Juha Tiainen · Finnország (FIN)                                                                                    | 78,08 m    | Karl-Hans Riehm · NSZK (FRG)                                                                   | 77,98 m  | Klaus Ploghaus · NSZK (FRG)                                                     | 76,68 m  |
| Gerelyhajítás                                                 | Arto Härkönen · Finnország (FIN)                                                                                   | 86,76 m    | David Ottley · Nagy-Britannia (GBR)                                                            | 85,74 m  | Kenth Eldebrink · Svédország (SWE)                                              | 83,72 m  |
| Tízpróba                                                      | Daley Thompson · Nagy-Britannia (GBR)                                                                              | 8798       | Jürgen Hingsen · NSZK (FRG)                                                                    | 8673     | Siegfrid Wentz · NSZK (FRG)                                                     | 8412     |

* – a versenyző az előfutamok során szerepelt, de a döntőben nem

### Női számok
| Az 1984. évi nyári olimpiai játékok érmesei női atlétikában | |         |                                                                                         |         |                                                                                          |         |
| Versenyszám                                                 | Arany | Arany   | Ezüst                                                                                   | Ezüst   | Bronz                                                                                    | Bronz   |
| 100 m                                                       | Evelyn Ashford · Egyesült Államok (USA)                                                                   | 10,97   | Alice Brown · Egyesült Államok (USA)                                                    | 11,13   | Marlene Ottey-Page · Jamaica (JAM)                                                       | 11,16   |
| 200 m                                                       | Valerie Brisco-Hooks · Egyesült Államok (USA)                                                             | 21,81   | Florence Griffith · Egyesült Államok (USA)                                              | 22,04   | Marlene Ottey-Page · Jamaica (JAM)                                                       | 22,09   |
| 400 m                                                       | Valerie Brisco-Hooks · Egyesült Államok (USA)                                                             | 48,83   | Chandra Cheeseborough · Egyesült Államok (USA)                                          | 49,05   | Kathryn Cook · Nagy-Britannia (GBR)                                                      | 49,42   |
| 800 m                                                       | Doina Melinte · Románia (ROU)                                                                             | 1:57,60 | Kim Gallagher · Egyesült Államok (USA)                                                  | 1:58,63 | Fiţa Lovin · Románia (ROU)                                                               | 1:58,83 |
| 1500 m                                                      | Gabriella Dorio · Olaszország (ITA)                                                                       | 4:03,25 | Doina Melinte · Románia (ROU)                                                           | 4:03,76 | Maricica Puică · Románia (ROU)                                                           | 4:04,15 |
| 4×100 m                                                     | Egyesült Államok (USA) · Alice Brown · Jeanette Bolden · Chandra Cheeseborough · Evelyn Ashford           | 41,65   | Kanada (CAN) · Angela Bailey · Marita Payne · Angella Taylor · France Gareau            | 42,77   | Nagy-Britannia (GBR) · Simone Jacobs · Kathrin Cook · Beverley Callender · Heather Oakes | 43,11   |
| 4×400 m                                                     | Egyesült Államok (USA) · Lillie Leatherwood · Serri Howard · Valerie Brisco-Hooks · Chandra Cheeseborough | 3:18,29 | Kanada (CAN) · Charmaine Crooks · Jullian Richardson · Molly Killingbeck · Marita Payne | 3:21,21 | NSZK (FRG) · Heike Schulte-Mattler · Ute Thimm · Heide-Elke Gaugel · Gaby Bussmann       | 3:22,98 |
| 3000 m                                                      | Maricica Puică · Románia (ROU)                                                                            | 8:35,96 | Wendy Sly · Nagy-Britannia (GBR)                                                        | 8:39,47 | Lynn Williams · Kanada (CAN)                                                             | 8:42,14 |
| 100 m gátfutás                                              | Benita Fitzgerald-Brown · Egyesült Államok (USA)                                                          | 12,84   | Shirley Strong · Nagy-Britannia (GBR)                                                   | 12,88   | Kim Turner · Egyesült Államok (USA)                                                      | 13,06   |
| 100 m gátfutás                                              | Benita Fitzgerald-Brown · Egyesült Államok (USA)                                                          | 12,84   | Shirley Strong · Nagy-Britannia (GBR)                                                   | 12,88   | Michèle Chardonnet · Franciaország (FRA)                                                 | 13,06   |
| 400 m gát                                                   | Nawal El Moutawakel · Marokkó (MAR)                                                                       | 54,61   | Judi Brown · Egyesült Államok (USA)                                                     | 55,20   | Cristina Cojocaru · Románia (ROU)                                                        | 55,41   |
| Maraton                                                     | Joan Benoit · Egyesült Államok (USA)                                                                      | 2:24:52 | Grete Waitz · Norvégia (NOR)                                                            | 2:26:18 | Rosa Mota · Portugália (POR)                                                             | 2:26:57 |
| Magasugrás                                                  | Ulrike Meyfarth · NSZK (FRG)                                                                              | 2,02 m  | Sara Simeoni · Olaszország (ITA)                                                        | 2,00 m  | Joni Huntley · Egyesült Államok (USA)                                                    | 1,97 m  |
| Távolugrás                                                  | Anișoara Cușmir-Stanciu · Románia (ROU)                                                                   | 6,98 m  | Valeria Ionescu · Románia (ROU)                                                         | 6,81 m  | Susan Hearnshow · Nagy-Britannia (GBR)                                                   | 6,80 m  |
| Súlylökés                                                   | Claudia Losch · NSZK (FRG)                                                                                | 20,48 m | Mihaela Loghin · Románia (ROU)                                                          | 20,47 m | Gael Mulhall-Martin · Ausztrália (AUS)                                                   | 19,19 m |
| Diszkoszvetés                                               | Ria Stalman · Hollandia (NED)                                                                             | 65,36 m | Leslie Deniz · Egyesült Államok (USA)                                                   | 64,86 m | Florenţa Ţacu-Crăciunescu · Románia (ROU)                                                | 63,64 m |
| Gerelyhajítás                                               | Tessa Sanderson · Nagy-Britannia (GBR)                                                                    | 69,56 m | Tiina Lillak · Finnország (FIN)                                                         | 69,00 m | Fatima Whitbread · Nagy-Britannia (GBR)                                                  | 67,14 m |
| Hétpróba                                                    | Glynis Nunn · Ausztrália (AUS)                                                                            | 6390    | Jackie Joyner · Egyesült Államok (USA)                                                  | 6385    | Sabine Everts · NSZK (FRG)                                                               | 6363    |